# 쌍용 에어로 버스
쌍용 에어로 버스는 쌍용자동차의 전신인 동아자동차에서 1979년에 일본 닛산디젤(지금은 스웨덴의 볼보트럭이 인수, UD트럭으로 사명이 변경됨)과의 기술제휴를 통하여 1981년 11월에 탄생한 차종이다.
- 원래 모델네임인 HA는 1987년까지, 1987년부터 1991년까지는 DA, 1991년부터 1993년까지는 SB로 바뀌었다.

## 에어로버스 이전의 차종들

### HA20/HA20L
- 1979년에 등장한 10m급 전방엔진 버스차종이며 초기에 동아 HA20 전중문형 시내형 시내 형버스 중문 폴딩 차량으로 출시되었다가 1980년 2월에 동아 HA20 전문형 시내좌석 시내직행좌석형 시외형 시외급행형 시외형 시외직행형 관광 자가용/전세용의 전문타입이 등장하였다.
- 1982년 1월 동아 HA20 전중비형 시내형 시내도시형버스 중문 슬라이딩 차량 출시 하여 엔진은 당시 경쟁차종 새한/대우 BF101, 현대 HD170/FB485, 아시아 AB185(F)/AM907 에 탑재된 MAN사의 D0846HM-U(185마력/7,200cc급) 엔진을 탑재하였다.
- 초기에는 전중문 모두 길다란 유리창을 적용하였고 전면부에 작은 검은색 직사각형 판에 DANG-A MOTORS 문자가 새겨진 로고가 있었다.
- 타사의 경쟁차종과는 달리 전면부 헤드램프가 가로배열이 아닌 세로배열이었다.
- 그러다가 1980년에 상하 분할형식 유리창(다만 중문은 하부가 막혀 있음)형식으로 변경되었다가 1982년에 전면부 로고가 DONG-A 로마자로 큰 명조체 형식으로 변경되면서 전면부의 운전석쪽으로 옮겨졌다.
- 1982년 7월 동아 HA20 전중비형 시내형 시내도시형버스 중문 슬라이딩 차량과 동아 HA20 전중문형 시내형 시내 형버스 중문 폴딩 차량으로 출시 1982년 7월에 동아 HA20 전문형 시내좌석 시내직행좌석형 시외형 시외급행형 시외형 시외직행형 관광 자가용/전세용의 전문타입이 등장하였고 마지막 모델 변경되었다.
- 1982년 9월 동아 HA20 전중비형 시내형 시내도시형버스 중문 슬라이딩 차량과 동아 HA20 전중문형 시내형 시내 형버스 중문 폴딩 차량으로 출시 1982년 9월에 동아 HA20 전문형 시내좌석 시내직행좌석형 시외형 시외급행형 시외형 시외직행형 관광 자가용/전세용의 전문타입이 등장하였고 마지막 모델 변경되었다.
- 1982년 11월 동아 HA20 전중비형 시내형 시내도시형버스 중문 슬라이딩 차량과 동아 HA20 전중문형 시내형 시내 형버스 중문 폴딩 차량으로 출시 1982년 11월에 동아 HA20 전문형 시내좌석 시내직행좌석형 시외형 시외급행형 시외형 시외직행형 관광 자가용/전세용의 전문타입이 등장하였고 마지막 모델 변경되었다.
- 1982년 12월 동아 HA20 전중비형 시내형 시내도시형버스 중문 슬라이딩 차량과 동아 HA20 전중문형 시내형 시내 형버스 중문 폴딩 차량으로 출시 1982년 12월에 동아 HA20 전문형 시내좌석 시내직행좌석형 시외형 시외급행형 시외형 시외직행형 관광 자가용/전세용의 전문타입이 등장하였고 마지막 모델 변경되었다.
- 1983년 1월 동아 HA20 전중비형 시내형 시내도시형버스 중문 슬라이딩 차량과 동아 HA20 전중문형 시내형 시내 형버스 중문 폴딩 차량으로 출시 1983년 1월에 동아 HA20 전문형 시내좌석 시내직행좌석형 시외형 시외급행형 시외형 시외직행형 관광 자가용/전세용의 전문타입이 등장하였고 마지막 모델 변경되었다.
- 판매량이 당시 경쟁차종에 비해 저조하여 결국 1983년 7월 초중반에 단종되어 쌍용자동차의 역사상 프론트엔진버스는 이 때 막을 내렸다.
- 전중문형의 시내버스로는 서울특별시의 서부운수와 삼화상운에서 운행하였고, 경상북도 대구시(현 대구광역시)에도 몇 대 운용된 적이 있었으며, 경상북도 안동시의 경안여객과 충청남도 서산시의 서령버스에서도 운행하였다고 한다.
- 중문형의 완행형은 경기도 가평군의 구 삼용버스(현 진흥고속)에서도 몇 대 운용된 적이 있었으며, 직행/관광형의 전문형은 구 자연농원(현 에버랜드)의 사파리버스[1]와 경남의 삼성여객(현재 거제현대고속)과 삼용버스(현 진흥고속) 영종여객 등에서 운행했다고 한다.
- 1980년 3월에 HA20 차종에서 전장을 더 늘리고 중문형으로 제작하여 시외버스용으로 생산하였다.
- 동아 HA20L 중문형 시외버스용 시외형 시외완행버스 시외용 시외직행버스 마찬가지로 1983년 7월에 단종되었다.

### HR252/HR252L
- 1982년 1월에 등장한 10m급 후방엔진 버스차종이며 패널바디 형식과 스텐바디 형식이 같이 생산되었다.
- 엔진은 MAN사의 D0846HM 엔진을 탑재하였다.
- 1982년 2월 동아 HR252 시내 일반 입석 도시형 저상버스 전중문형 전문 폴딩 중문 슬라이딩 차량형
- 1982년 2월 동아 HR252L 전중문형의 시내형 시내 일반 입석 도시형 버스 전문 폴딩 중문 폴딩 차량형
- 1982년 3월 동아 HR252 전중문형의 전문 폴딩 중문 슬라이딩 자동문 차량형 시내직행좌석 패널비디형 스텐바디형
- 1982년 3월 동아 HR252 전중문형의 전문 폴딩 중문 슬라이딩 자동문 차량형 시내직행좌석 스테인레이스바디형
- 1982년 4월 동아 HR252 일반형 패널바디 전문형의 전문형 몰딩 자동문 차량 고속 관광 자가용
- 1982년 4월 동아 HR252 고급형 스테인레이스바디 전문형의 전문형 몰딩 자동문 차량 자동문 고속 관광 자가용
- 1982년 7월 동아 HR252 시내 일반 입석 도시형 저상버스 전중문형 전문 폴딩 중문 슬라이딩 차량형
- 1982년 7월 동아 HR252L 전중문형의 전문 폴딩 시내형 시내 일반 입석 도시형 버스 중문 폴딩 차량형
- 1982년 7월 동아 HR252 전중문형의 전문 폴딩 중문 슬라이딩 자동문 차량형 시내직행좌석 패널비디형 스텐바디형
- 1982년 7월 동아 HR252 전중문형의 전문 폴딩 중문 슬라이딩 자동문 차량형 시내직행좌석 스테인레이스바디형
- 1982년 7월 동아 HR252 일반형 전문형의 전문형 폴딩 자동문 차량 시내직행좌석 패널바디형
- 1982년 7월 동아 HR252 일반형 패널바디 전문형의 전문형 몰딩 자동문 차량 고속 관광 자가용
- 1982년 7월 동아 HR252 고급형 스테인레이스바디 전문형의 전문형 몰딩 자동문 차량 자동문 고속 관광 자가용으로 생산되었다.
- 1982년 9월 동아 HR252 시내 일반 입석 도시형 저상버스 전중문형 전문 폴딩 중문 슬라이딩 차량형
- 1982년 9월 동아 HR252L 전중문형의 시내형 시내 일반 입석 도시형 버스 전문 폴딩 중문 폴딩 차량형
- 1982년 9월 동아 HR252 전중문형의 전문 폴딩 중문 슬라이딩 자동문 차량형 시내직행좌석 패널비디형 스텐바디형
- 1982년 9월 동아 HR252 전중문형의 전문 폴딩 중문 슬라이딩 자동문 차량형 시내직행좌석 스테인레이스바디형
- 1982년 9월 동아 HR252 일반형 패널바디 전문형의 전문형 몰딩 자동문 차량 고속 관광 자가용
- 1982년 9월 동아 HR252 고급형 스테인레이스바디 전문형의 전문형 몰딩 자동문 차량 자동문 고속 관광 자가용으로 생산되었다.
- 1982년 11월 동아 HR252 시내 일반 입석 도시형 저상버스 전중문형 전문 폴딩 중문 슬라이딩 차량형
- 1982년 11월 동아 HR252L 전중문형의 시내형 시내 일반 입석 도시형 버스 전문 폴딩 중문 폴딩 차량형
- 1982년 11월 동아 HR252 전중문형의 전문 폴딩 중문 슬라이딩 자동문 차량형 시내직행좌석 패널비디형 스텐바디형
- 1982년 11월 동아 HR252 전중문형의 전문 폴딩 중문 슬라이딩 자동문 차량형 시내직행좌석 스테인레이스바디형
- 1982년 11월 동아 HR252 일반형 패널바디 전문형의 전문형 몰딩 자동문 차량 고속 관광 자가용
- 1982년 11월 동아 HR252 고급형 스테인레이스바디 전문형의 전문형 몰딩 자동문 차량 자동문 고속 관광 자가용으로 생산되었다.
- 1982년 12월 동아 HR252 시내 일반 입석 도시형 저상버스 전중문형 전문 폴딩 중문 슬라이딩 차량형
- 1982년 12월 동아 HR252L 전중문형의 시내형 시내 일반 입석 도시형 버스 전문 폴딩 중문 폴딩 차량형
- 1982년 12월 동아 HR252 전중문형의 전문 폴딩 중문 슬라이딩 자동문 차량형 시내직행좌석 패널비디형 스텐바디형
- 1982년 12월 동아 HR252 전중문형의 전문 폴딩 중문 슬라이딩 자동문 차량형 시내직행좌석 스테인레이스바디형
- 1982년 12월 동아 HR252 일반형 패널바디 전문형의 전문형 몰딩 자동문 차량 고속 관광 자가용
- 1982년 12월 동아 HR252 고급형 스테인레이스바디 전문형의 전문형 몰딩 자동문 차량 자동문 고속 관광 자가용으로 생산되었다.
- 1983년 1월 동아 HR252 시내 일반 입석 도시형 저상버스 전중문형 전문 폴딩 중문 슬라이딩 차량형
- 1983년 1월 동아 HR252L 전중문형의 전문 폴딩 시내형 시내 일반 입석 도시형 버스 중문 폴딩 차량형
- 1983년 1월 동아 HR252 전중문형의 전문 폴딩 중문 슬라이딩 자동문 차량형 시내직행좌석 패널비디형 스텐바디형
- 1983년 1월 동아 HR252 전중문형의 전문 폴딩 중문 슬라이딩 자동문 차량형 시내직행좌석 스테인레이스바디형
- 1983년 1월 동아 HR252 일반형 패널바디 전문형의 전문형 몰딩 자동문 차량 고속 관광 자가용
- 1983년 1월 동아 HR252 고급형 스테인레이스바디 전문형의 전문형 몰딩 자동문 차량 자동문 고속 관광 자가용으로 생산되었다가 1983년 7월에 단종되었다.

### HA25/HR25L
- 1982년 1월에 등장한 10m급 후방엔진 버스차종이며 패널바디 형식과 스텐바디 형식이 같이 생산되었다.
- 엔진은 MAN사의 D0846HM 엔진을 탑재하였다.
- 1982년 2월 동아 HR25 시내 일반 입석 도시형 저상버스 전중문형 중문 슬라이딩 차량형
- 1982년 2월 동아 HR25L 전중문형의 시내형 시내 일반 입석 도시형 버스 중문 폴딩 차량형
- 1982년 3월 동아 HR25 전중문형의 중문 슬라이딩 자동문 차량형 시내직행좌석 패널비디형 스텐바디형
- 1982년 3월 동아 HR25 전중문형의 중문 슬라이딩 자동문 차량형 시내직행좌석 스테인레이스바디형
- 1982년 4월 동아 HR25 일반형 전문형의 전문형 폴딩 자동문 차량 시내직행좌석 패널바디형
- 1982년 4월 동아 HR25 고급형 전문형의 전문형 폴딩 자동문 차량 시내직행좌석 스테인레이스바디형
- 1982년 4월 동아 HR25 일반형 패널바디 전문형의 전문형 폴딩 자동문 차량 시외형 시외급행 시외형 시외직행 관광 자가용
- 1982년 4월 동아 HR25 고급형 스테인레이스바디 전문형의 전문형 폴딩 자동문 차량 시외형 시외급행 시외형 시외직행 관광 자가용
- 1982년 4월 동아 HR25 중문형의 중문형 차량 시외형 시외완행 시외형 시외직행으로 생산되었다
- 1982년 7월 동아 HR25 시내 일반 입석 도시형 저상버스 전중문형 중문 슬라이딩 차량형
- 1982년 7월 동아 HR25L 전중문형의 시내형 시내 일반 입석 도시형 버스 중문 폴딩 차량형
- 1982년 7월 동아 HR25 전중문형의 중문 슬라이딩 자동문 차량형 시내직행좌석 패널비디형 스텐바디형
- 1982년 7월 동아 HR25 전중문형의 중문 슬라이딩 자동문 차량형 시내직행좌석 스테인레이스바디형
- 1982년 7월 동아 HR25 일반형 전문형의 전문형 폴딩 자동문 차량 시내직행좌석 패널바디형
- 1982년 7월 동아 HR25 고급형 전문형의 전문형 폴딩 자동문 차량 시내직행좌석 스테인레이스바디형
- 1982년 7월 동아 HR25 일반형 패널바디 전문형의 전문형 폴딩 자동문 차량 시외형 시외급행 시외형 시외직행 관광 자가용
- 1982년 7월 동아 HR25 고급형 스테인레이스바디 전문형의 전문형 폴딩 자동문 차량 시외형 시외급행 시외형 시외직행 관광 자가용
- 1982년 7월 동아 HR25 중문형의 중문형 차량 시외형 시외완행 시외형 시외직행으로 생산되었다.
- 1982년 9월 동아 HR25 시내 일반 입석 도시형 저상버스 전중문형 중문 슬라이딩 차량형
- 1982년 9월 동아 HR25L 전중문형의 시내형 시내 일반 입석 도시형 버스 중문 폴딩 차량형
- 1982년 9월 동아 HR25 전중문형의 중문 슬라이딩 자동문 차량형 시내직행좌석 패널비디형 스텐바디형
- 1982년 9월 동아 HR25 전중문형의 중문 슬라이딩 자동문 차량형 시내직행좌석 스테인레이스바디형
- 1982년 9월 동아 HR25 일반형 전문형의 전문형 폴딩 자동문 차량 시내직행좌석 패널바디형
- 1982년 9월 동아 HR25 고급형 전문형의 전문형 폴딩 자동문 차량 시내직행좌석 스테인레이스바디형
- 1982년 9월 동아 HR25 일반형 패널바디 전문형의 전문형 폴딩 자동문 차량 시외형 시외급행 시외형 시외직행 관광 자가용
- 1982년 9월 동아 HR25 고급형 스테인레이스바디 전문형의 전문형 폴딩 자동문 차량 시외형 시외급행 시외형 시외직행 관광 자가용
- 1982년 9월 동아 HR25 중문형의 중문형 차량 시외형 시외완행 시외형 시외직행으로 생산되었다.
- 1982년 11월 동아 HR25 시내 일반 입석 도시형 저상버스 전중문형 중문 슬라이딩 차량형
- 1982년 11월 동아 HR25L 전중문형의 시내형 시내 일반 입석 도시형 버스 중문 폴딩 차량형
- 1982년 11월 동아 HR25 전중문형의 중문 슬라이딩 자동문 차량형 시내직행좌석 패널비디형 스텐바디형
- 1982년 11월 동아 HR25 전중문형의 중문 슬라이딩 자동문 차량형 시내직행좌석 스테인레이스바디형
- 1982년 11월 동아 HR25 일반형 전문형의 전문형 폴딩 자동문 차량 시내직행좌석 패널바디형
- 1982년 11월 동아 HR25 고급형 전문형의 전문형 폴딩 자동문 차량 시내직행좌석 스테인레이스바디형
- 1982년 11월 동아 HR25 일반형 패널바디 전문형의 전문형 폴딩 자동문 차량 시외형 시외급행 시외형 시외직행 관광 자가용
- 1982년 11월 동아 HR25 고급형 스테인레이스바디 전문형의 전문형 폴딩 자동문 차량 시외형 시외급행 시외형 시외직행 관광 자가용
- 1982년 11월 동아 HR25 중문형의 중문형 차량 시외형 시외완행 시외형 시외직행으로 생산되었다.
- 1982년 12월 동아 HR25 시내 일반 입석 도시형 저상버스 전중문형 중문 슬라이딩 차량형
- 1982년 12월 동아 HR25L 전중문형의 시내형 시내 일반 입석 도시형 버스 중문 폴딩 차량형
- 1982년 12월 동아 HR25 전중문형의 중문 슬라이딩 자동문 차량형 시내직행좌석 패널비디형 스텐바디형
- 1982년 12월 동아 HR25 전중문형의 중문 슬라이딩 자동문 차량형 시내직행좌석 스테인레이스바디형
- 1982년 12월 동아 HR25 일반형 전문형의 전문형 폴딩 자동문 차량 시내직행좌석 패널바디형
- 1982년 12월 동아 HR25 고급형 전문형의 전문형 폴딩 자동문 차량 시내직행좌석 스테인레이스바디형
- 1982년 12월 동아 HR25 일반형 패널바디 전문형의 전문형 폴딩 자동문 차량 시외형 시외급행 시외형 시외직행 관광 자가용
- 1982년 12월 동아 HR25 고급형 스테인레이스바디 전문형의 전문형 폴딩 자동문 차량 시외형 시외급행 시외형 시외직행 관광 자가용
- 1982년 12월 동아 HR25 중문형의 중문형 차량 시외형 시외완행 시외형 시외직행으로 생산되었다.
- 1983년 1월 동아 HR25 시내 일반 입석 도시형 저상버스 전중문형 중문 슬라이딩 차량형
- 1983년 1월 동아 HR25L 전중문형의 시내형 시내 일반 입석 도시형 버스 중문 폴딩 차량형
- 1983년 1월 동아 HR25 전중문형의 중문 슬라이딩 자동문 차량형 시내직행좌석 패널비디형 스텐바디형
- 1983년 1월 동아 HR25 전중문형의 중문 슬라이딩 자동문 차량형 시내직행좌석 스테인레이스바디형
- 1983년 1월 동아 HR25 일반형 전문형의 전문형 폴딩 자동문 차량 시내직행좌석 패널바디형
- 1983년 1월 동아 HR25 고급형 스테인레이스바디 전문형의 전문형 폴딩 자동문 차량 시외형 시외급행 시외형 시외직행 관광 자가용
- 1983년 1월 동아 HR25 일반형 패널바디 전문형의 전문형 몰딩 자동문 차량 고속 관광 자가용
- 1983년 1월 동아 HR25 고급형 스테인레이스바디 전문형의 전문형 몰딩 자동문 차량 자동문 고속 관광 자가용
- 1983년 1월 동아 HR25 중문형의 중문형 차량 시외형 시외완행 시외형 시외직행으로 생산되었다가 1983년 7월에 단종되었다.

### HA50
1981년 11월에 일본 닛산디젤과 후지중공업의 기술 제휴로 등장한 12M급 고속버스 차종이다. 닛산디젤의 K-RA51T 새시와 후지중공업의 3B 모노코크 구조 차체를 이용하였으며, V8 300마력 닛산디젤 RD8(14,300cc급) 엔진을 탑재하였다. 전 차량이 스테인레스 바디를 기본적으로 적용했으며, 대한민국 최초로 생산된 하이데커급 차종으로 오페라 글라스의 적용 등 경쟁 차종인 아시아자동차의 B909L보다 더 고급스러운 외형이었다. 1985년까지 생산되었으며, 한진고속(2006년에 동양고속에 인수됨)과 삼화고속, 동부고속이 주로 이용했다.

### HA55
1983년 7월에 HA50의 하위모델로 등장한 12M급 고속버스 차량으로, HA50과 같은 V8 300마력 RD8엔진이 탑재되었다. HA50의 전고를 약간 낮춘 차종으로 오페라 글라스가 삭제되었다. 1985년 5월까지 생산되었다. 광주고속(현 금호고속)과 속리산고속에서 많이 출고하였다.

### HA30
1983년 7월에 HA55와 동시에 등장한 차종으로, HA55를 11.5M급으로 줄인 준고속버스 차종이다. L6 236마력 D2156HM-V(10,350cc) 엔진이 탑재되었다. HA50, HA55가 단종되고도 한동안 생산이 되었으나, 1987년 10월에 후속인 DA33의 등장으로 단종되었다.

### HA35
1983년 7월에 등장한 HA30보다 약간 상급의 11.5M급 준고속버스 차종이다.

## 차종별 모델

### HA60 코스믹 에어로
HA50/HA55 고속버스의 후속으로 1985년 5월에 등장한 동아자동차 에어로 시리즈의 첫 모델로 12M급 스탠다드 데커 V8 고속형 모델만 마련되어 있었다. 기존 HA50/HA55의 차체와 새시 구조를 그대로 활용하였으며, 리벳 접합식 모노코크 차체를 사용하였다. 닛산디젤의 RD8 엔진 대신 대우중공업(현 두산인프라코어)에서 면허생산한 MAN D2848M(14,618cc) 엔진을 사용하였으며, 1987년 10월까지 생산되었다. 고속버스로의 도입 실적이 많았지만(1군에서는 광주고속-현 금호고속-, 한진고속-현재 동양고속에 인수됨-속리산고속 , 2군에서는 경기여객-현 경기고속-, 대원여객-현 대원고속-, 경남버스-현 경남고속-, 경북여객-현 코리아와이드경북-에서 주로 출고), 제동장치 결함으로 교통사고를 많이 낸 비운의 차종이기도 하였다. 이 때문에 동아자동차의 아성은 크게 무너졌으며, 이후에는 광주고속과 한진고속을 제외한 모든 1군 고속버스 회사에서도 동아자동차의 버스를 출고하지 않았다.

#### 고속버스로 사용한 회사
- 광주고속, 속리산고속, 한진고속

#### 시외버스로 사용한 회사
- 경기도: 경기여객, 대원여객
- 충청남도: 충남고속
- 경상북도: 경북여객
- 경상남도: 경남버스 신흥여객

### DA33/DA66 슈퍼 에어로
쌍용자동차로 사명이 바뀌기 직전인 1987년 10월에 HA60 코스믹 에어로의 마이너 체인지로 등장하였다.
- HA60의 마이너 체인지 모델이라 외형은 기본적으로 HA60과 거의 비슷하나, 제동장치와 서스펜션의 성능이 개선되었으며, 좀 더 고급화된 사양들이 적용되었다.
- 이전 모델인 HA60 코스믹 에어로가 12M급 V8 고속형 모델만 마련되어있던 것과 달리, HA60 코스믹 에어로를 대체하는 12M급 V8(D2848M 14,618cc 기본, D8AY 16,031cc 선택) 고속형 모델(DA66)과, HA30을 대체하는 11.5M급 L6(D2366 11,051cc) 준고속형 모델(DA33)이 동시에 등장하였다.
- HA60이 후면이 기울어져 있는 형상이지만, DA33, DA66은 HA60보다 후면이 직각에 가까운 형상으로 구별이 가능하였으며, 1991년 12월까지 생산되었다.
- DA33은 시외버스로, DA66은 고속버스로 출고되는 경우가 많았다.
- 그러나 HA60의 후속인 DA66은 광주고속과 속리산고속(이 회사에서 출고한 DA66은 MAN의 D2848M이 아닌 미쓰비시 후소의 D8AY엔진을 얹었음), 한진고속에서만 소수 운용하였다.

#### 고속버스로 사용한 회사
- 광주고속, 속리산고속, 한진고속

#### 시외버스로 사용한 회사
- 경기도: 경기여객, 대원여객
- 강원도: 동해상사
- 충청남도: 충남고속
- 경상북도: 경북여객, 아성고속, 천마고속
- 경상남도: 경남버스

### SB33A/SB66A 하이퍼 에어로
- 쌍용 에어로 버스의 마지막 모델로 1991년 12월에 등장했다.
- DA33, DA66 슈퍼 에어로의 마이너 체인지 모델이지만, 전면과 후면이 페이스리프트되어서 DA33, DA66과 쉽게 구별이 가능하였다.
- 12M급 고속형 SB66A는 DA66보다 전고가 높아져서 하이데커급이 되었으며, 11.5M급 준고속형 SB33A는 터보 엔진(D2366T)를 탑재할 수 있었다.
- SB33A는 관광버스나 직행버스로 어느정도 팔렸지만, SB66A는 1군 고속회사에서 단 한 곳도 출고하지 않았고, 소수가 직행버스로만 판매되었을 정도로 비운의 차종이었다.
- 강원도의 경우, 동해상사에서 SB66A를 소수 출고한 것에 그쳤다고 한다.
- 1993년 12월에 단종되었으며, 후속 차종은 풀모델 체인지 된 벤츠의 기술을 도입하는 쌍용 트랜스타이다.

#### 시외버스로 사용한 회사
- 강원도: 동해상사 (SB66A 소수 출고 이력 있음)
- 충청남도: 충남고속
- 경상남도: 경남버스, 신일여객, 신흥여객

## 경쟁 차종
- 대우 BH
- 현대 에어로
- 기아 AM버스